# اورتاقشلاق (گرمی)
اورتاقشلاق یک روستا در ایران است که در شهرستان گرمی استان اردبیل واقع شده‌است. اورتاقشلاق ۳۴ نفر جمعیت دارد.